# メニトラゼパム
メニトラゼパム（英：Menitrazepam）はベンゾジアゼピン誘導体である薬物である。テトラゼパムやニメタゼパムと構造が類似するが、テトラゼパムの7-クロロ基がニトロ基に置換されている。不眠症の治療に用いられる睡眠薬であるため、他の睡眠作用を持つベンゾジアゼピン系薬物と同様に、強い鎮静薬、抗てんかん薬、筋弛緩薬、抗不安薬としての作用を持つ。メニトラゼパムは優れた経口睡眠薬であるが、血漿中濃度がピークに達するまでの時間が遅いため、他の睡眠薬と比較した場合、不眠症治療におけるメニトラゼパムの有用性は疑わしい。通常、催眠薬の睡眠導入作用は0.5時間以内に発現する。テマゼパムやニトラゼパムのように、経口摂取から15～20分後に強い睡眠作用が現れる場合もある。

## 関連記事
- テトラゼパム